# ISO 7637
ISO 7637标准全称为：道路车辆 -- 由传导和耦合产生的电气干扰。该标准是国际标准化组织为汽车12V和24V供电系统设立的电磁兼容性标准。截至2018年11月，ISO 7637标准共发布了4个部分，仍有一个部分（第4部分）修订中：
- ISO 7637-1（最后修订于2015年10月[1]）定义和一般考虑
- ISO 7637-2（最后修订于2011年3月[2]）仅沿电源线的瞬时电传导
- ISO 7637-3（最后修订于2016年7月[3]）沿电源线以外的其他线缆的电容性和电感性耦合产生的瞬时电传导
- ISO 7637-4 仅沿有屏蔽层的高压电源线的瞬时电传导
- ISO 7637-5（最后修订于2016年11月[4]）强化定义和使用符合ISO 7637的脉冲发生器进行协调验证的方法

ISO 7637-2的测试中包含数个不同的瞬态电压波形。这些脉冲或者波形的上升沿和下降沿十分迅速，通常为纳秒或者微秒级。设计这些瞬态电压实验的目的在于模拟现实条件下，汽车会遇到的所有电气事故，包括抛负载情况。主要的章節包括：
1. 範圍
2. 規範引用文件
3. 術語與定義
4. 測試步驟
5. 測試儀器說明與規格範圍

ISO 7637-3的測試中，包含數個不同的瞬態干擾波型。這些干擾是針對訊號端的抗雜訊能力進行設計，在施加雜訊的情況下，訊號傳遞與接收的狀態越好，代表抗雜訊的能力越好。狀態的等級也有在規範中敘明，最差是Level IV；最佳是Level I。主要章節包括：
1. 範圍˙
2. 規範引用文件
3. 術語與定義
4. 測試方法
5. 測試儀器說明與規格範圍

很多汽车制造商的设计标准参照了ISO 7637标准，并对测试波形进行修改以适应其自身需求。ISO 7637同时包括电磁兼容性测试的电磁耐受性和发射部分。所有这些标准规范了能够用来重现电气事故，进行测试的仪器设备参数要求。